# West-Jakarta
West-Jakarta (Indonesisch: Jakarta Barat) is een stadsgemeente (kota) binnen Jakarta, Indonesië.  De huidige burgemeester is Fadjar Panjaitan.
Jakarta Barat wordt begrensd door Jakarta Utara (Noord-Jakarta) in het noorden, Jakarta Pusat (Centraal-Jakarta) in het oosten, Jakarta Selatan (Zuid-Jakarta) in het zuiden, en Tangerang in het westen.

## Onderdistricten
Jakarta Barat is opgedeeld in acht onderdistricten (kecamatan):
- Cengkareng
- Grogol Petamburan
- Kalideres
- Kebon Jeruk
- Kembangan
- Palmerah
- Taman Sari
- Tambora